# Didymellaceae
Didymellaceae Aveskamp, Gruyter & Verkley – rodzina grzybów z klasy Dothideomycetes.

## Charakterystyka
Owocniki typu perytecjum o kształcie od kulistego do spłaszczonego, powstające w grupach lub pojedynczo i zanurzone w podłożu. Mają szerokie ujście na wystającej brodawce. Ściany złożone z 2-5 warstw i zbudowane z izodiametrycznych komórek pseudoparenchymy, zewnętrzne warstwy są ciemne. Wewnątrz perytecjów powstają cylindryczne, szerokoowalne lub cylindryczno-buławkowate worki poprzedzielane pseudoparafizami. Askospory dwukomórkowe, na przegrodzie nieco przewężone, hialinowe, jajowate lub wrzecionowate. Czasami tworzą się także askospory kilkukomórkowe, hialinowe lub nieco wybarwione na jasnobrunatno, o kształcie elipsoidalnym, wrzecionowatym lub owalnym.

## Systematyka i nazewnictwo
Pozycja w klasyfikacji według Index Fungorum: Pleosporales, Pleosporomycetidae, Dothideomycetes, Pezizomycotina, Ascomycota, Fungi.
Takson ten utworzyli Maikel M. Aveskamp, Johannes de Gruyter i Gerard J.M. Verkley w 2010 r.
Według Dictionary of the Fungi do rodziny Didymellaceae należą liczne rodzaje:

- Allophoma Qian Chen & L. Cai 2015
- Anthodidymella Phukhams., Camporesi & K.D. Hyde 2020
- Boeremia Aveskamp, Gruyter & Verkley 2010
- Calophoma Qian Chen & L. Cai 2015
- Chaetasbolisia Speg. 1918
- Chaetopyrena Pass. 1881
- Didymella Sacc. 1880
- Didysimulans Tibpromma, Camporesi & K.D. Hyde 2017
- Ectodidymella L.W. Hou, L. Cai & Crous 2020
- Epicoccum Link 1816
- Extrusothecium Matsush. 1996
- Heterophoma Qian Chen & L. Cai 2015
- Juxtiphoma Valenzuela-Lopez, Cano, Crous, Guarro & Stchigel 2017
- Leptosphaerulina McAlpine 1902
- Longididymella L.W. Hou, L. Cai & Crous 2020
- Macroascochyta L.W. Hou, L. Cai & Crous 2020
- Macroventuria Aa 1971
- Neoascochyta Qian Chen & L. Cai 2015
- Neodidymella Phook., R.H. Perera & K.D. Hyde 2015
- Neodidymelliopsis Qian Chen & L. Cai 2015
- Neomicrosphaeropsis Thambug., Camporesi & K.D. Hyde 2016
- Neoscirrhia Crous & R.K. Schumach. 2021
- Nothomicrosphaeropsis Crous 2021
- Nothophoma Qian Chen & L. Cai 2015
- Paraboeremia Qian Chen & L. Cai 2015
- Paramacroventuria Crous & Bulgakov 2021
- Paramicrosphaeropsis L.W. Hou, L. Cai & Crous 2020
- Phoma Sacc. 1880
- Phomatodes Qian Chen & L. Cai 2015
- Piggotia Berk. & Broome 1851
- Platychora Petr. 1925
- Pseudoascochyta Valenz.-Lopez, Stchigel, Cano-Canals, Guarro & Cano 2016
- Pseudopeyronellaea L.W. Hou, L. Cai & Crous 2020
- Sclerotiophoma L.W. Hou, L. Cai & Crous 2020
- Similiphoma Valenz.-Lopez, Crous, Cano, Guarro & Stchigel 2017
- Stagonosporopsis Died. 1912
- Vacuiphoma Valenz.-Lopez, Cano, Crous, Guarro & Stchigel 2017
- Vacuiphoma Valenz.-Lopez, Cano, Crous, Guarro & Stchigel 2017
- Vandijckomycella Hern.-Restr., L.W. Hou, L. Cai & Crous 2020
- Xenodidymella Qian Chen & L. Cai 2015[3].